# Contea di Qinglong
La contea di Qinglong (晴隆县S, Qínglóng XiànP) è una contea della Cina, situata nella provincia del Guizhou e amministrata dalla prefettura autonoma buyei e miao di Qianxinan.